# Adalbert Hämel (Komponist)
Adalbert Hämel (* 1. April 1860 in Alburg; † 21. Oktober 1932 in Regensburg) war ein deutscher Pädagoge und Komponist.

## Leben
Adalbert Hämel wurde am 1. April 1860 in Alburg bei Straubing geboren. Sein Vater Franz Xaver Hämel (1812–1878) sowie seine beiden Großväter waren Lehrer. Sie alle hatten in sehr bescheidenen Verhältnissen eine große Familie zu ernähren. Der Vater Franz Xaver war einer der vier ersten Fotografen in Bayern und als solcher reiste er in den Herbstferien zur Aufbesserung seines spärlichen Einkommens von Markt zu Markt. Ein großes Verdienst von ihm war auch, dass er sich um die musikalische Ausbildung der Kinder kümmerte. Trotz des technischen Talents des jungen Adalbert entschied sich der Vater zur Ausbildung seines Sohnes am Lehrerseminar, um die ausgeprägte Musikalität des Sohnes mehr zu fördern. In den Musiklehrern des Straubinger Seminars, Gresbeck und Edenhofer, fand Adalbert verständnisvolle Erzieher, so dass er sich zu einem vertieften Musikstudium entschloss. Der frühe Tod des Vaters zwang ihn aber, als Hilfslehrer im Bayerischen Wald sein Brot zu verdienen. Nach sechs Jahren kehrte er nach Straubing zurück und wurde dort bald Lehrer, dann Oberlehrer und Bezirksschulrat. Nach 47 Jahren Schuldienst in Straubing zog er zu seiner Tochter, einer Studienrätin für Musik in Regensburg und verstarb dort am 21. Oktober 1932.

## Wirken als Musiker
Als junger Lehrer gab er Klavierkonzerte in Straubing, dirigierte die Liedertafel, gab zahlreiche Privatstunden, und wurde bald Organist in der Stiftskirche St. Jakob als Nachfolger seines Lehrers Edenhofer. 25 Jahre hat er neben dem Schuldienst diesen Posten versehen. Sein Orgelspiel, vor allem seine freien Improvisationen, haben seinen Namen weit bekannt gemacht. Musik und Religiosität verbanden sich bei ihm zu einer wunderbaren Harmonie. Und die Betrachtung der liturgischen Texte gaben ihm die tiefsten und klangvollsten Präludien ein.

„Wenn immer sich Gelegenheit zum freien verbindenden Zwischenspiel oder für ein großzügig angelegtes Präludium sich bot, dann wusste er nicht nur durch ein technisch brillantes Spiel, sondern auch durch einen klaren formalen Aufbau, durch die Logik dessen Durchführung seiner musikalischen Gedanken zu überzeugen. Mit Vorliebe benützte er für die freie Improvisation Themen aus dem gregorianischen Choral. Vollkommene Konzentration auf seine Aufgabe war Ausdruck seiner Haltung am Orgelspieltisch. Sie wich auch nicht von ihm, wenn die Orgel zu schweigen hatte. Dann griff er zum Gebetbuch, das neben ihm auf der Orgelbank lag.“

## Werke
Er hat etwa 90 Kompositionen hinterlassen, die allerdings nicht alle gedruckt worden sind. Musikalisch lässt sich deutlich ein Wandel im Stil feststellen. Er ging vom streng cäcilianischen Stil aus, arbeitete sich aber mit den Jahren immer mehr in moderne Formen ein, wenn er auch Übertreibungen und große Freiheiten ablehnte. Ein erster Höhepunkt war die Komposition des 1897 im In- und Ausland, auch in USA aufgeführten Oratoriums „Petrus Canisius“ für Soli, Chor und großes Orchester. Verschiedene Chöre daraus sind auch später wiederholt aufgeführt worden. Er hat eine Reihe Messen komponiert. Aus der Frühzeit stammt die streng cäcilianische Franz-Xaver-Messe für Männerchor, während die späteren, die Missa de pace und die Maximiliansmesse im modernen Stil gehalten sind und große Klangschönheiten aufweisen. Zahlreiche kleinere Werke, Offertorien, Tantum-ergo-Sammlungen und vor allem Kompositionen für mehrstimmigen Frauenchor, wie das immer wieder gern gehörte „Seele Christi, heilige mich“ (mit Orgel und Violine) haben seinen Namen in weiteren Kreisen bekannt gemacht. Eine im Manuskript erhaltene dreibändige Harmonielehre, die seine reichen Erfahrungen und sein großes pädagogisches Geschick zeigt, harrt noch der Veröffentlichung.
Die Grundlinie in Hämels Leben war seine tiefe Religiosität, die sich auf sein kompositorisches Schaffen genauso wie auf sein Wirken als Schulmann und Musiker auswirkte.

„Die Harmonielehre von Hämel ist in erster Linie ein Werk für den elementaren Unterricht. Darauf weisen schon Stoffgliederung und Stoffdarbietung hin. Aus den Erfahrungen des praktischen Unterrichts hervorgegangen.soll es der Praxis wieder dienen. Dass sich der Verfasser der so beliebten ästhetisierenden Bemerkungen in weiser Einsicht enthält, ist ein großer Vorteil für das Werk und seine unterrichtliche Verwendung. Dafür sind seine erklärenden Worte so einfach und klar verständlich, dass das Buch auch dem Selbstunterricht dienen kann. Das Werk soll nicht Manuskript bleiben. Das Werk ist ebenso anschaulich wie gründlich erarbeitet, der Stoff mit einem wahren Bienenfleiß zusammengetragen.“

- Oratoriums „Petrus Canisius“
- Franz-Xaver-Messe
- Missa de pace
- Maximiliansmesse